# Vicente Ballester Muñoz
Vicente Ballester Muñoz (Borriana, Plana Baixa, 1890) fou un polític espanyol, procurador a Corts durant el període franquista i militant falangista castellonenc.
Exportador d'agraris, especialment amb els països bàltics. Durant la Guerra Civil, es passà al franquistes en octubre de 1936. Fou Procurador de representació sindical en la I Legislatura de les Corts Espanyoles (1943-1946) pels tècnics del Sindicat Nacional de Fruits i Productes Hortícoles.